# Nanhermannia forsslundi
Nanhermannia forsslundi är en kvalsterart som beskrevs av Karppinen 1958. Nanhermannia forsslundi ingår i släktet Nanhermannia och familjen Nanhermanniidae. Inga underarter finns listade i Catalogue of Life.